# Odegaard Alapképzési Könyvtár
A Charles E. Odegaard Alapképzési Könyvtár a Washingtoni Egyetem seattle-i campusán működik. Gyűjteményében az alapképzésben részt vevő hallgatók által hasznosítható tananyagok találhatóak meg.
A Charles Odegaard rektorról elnevezett intézmény 1972-ben vált ki a Suzzallo Könyvtárból.

## Története
A brutalista stílusú épület tervezője a Kirk, Wallace, McKinley & Associates. Az 1960-as években jelentősen növekedett a hallgatói létszám, így a különböző képzési szintek kiszolgálására új intézményre volt szükség.
A könyvtárat 1997-ben, valamint 2012–2013-ban újították fel; utóbbi alkalommal a lépcsők szűkítésével az aula területét megnövelték, valamint felülvilágítót építettek be. Az épület új tanulószobákkal és stúdiókkal is bővült, valamint a legfelsőbb szinten a nyugodt tanulásért egy üvegfallal leválasztott területet alakítottak ki.
A projektért a felújító Miller Hullt 2014-ben belsőépítészeti díjjal tüntették ki.

## Kialakítása
Az intézmény főbejárata a Vörös téren van. Homlokzatát beton és tégla borítja, ablakai pedig süllyesztettek. A nagyjából kocka alakú épület lapos tetős; beltere három szintből áll, középen pedig a teljes belmagasságot kitöltő aula található. A könyvtárban tanulószobák és számítógépes munkaállomások is találhatóak. A domborzati viszonyok miatt a -1. szint nyugati irányból az épületen kívülről is elérhető.

## Fordítás
- Ez a szócikk részben vagy egészben  az   Odegaard Undergraduate Library című angol Wikipédia-szócikk ezen változatának fordításán alapul.  Az eredeti cikk szerkesztőit annak laptörténete sorolja fel. Ez a jelzés csupán a megfogalmazás eredetét és a szerzői jogokat jelzi, nem szolgál a cikkben szereplő információk forrásmegjelöléseként.